# Circonscription de Chagni
Pour l’article homonyme, voir Chagni.
La circonscription de Chagni est une des 135 circonscriptions législatives de l'État fédéré Amhara, elle se situe dans la Zone Agew Awi. Son représentant actuel est Demeqe Mekonnen Hassen.